# Allocosa albonotata
Allocosa albonotata là một loài nhện trong họ wolfspinnen (Lycosidae).
Loài này thuộc chi Allocosa. Allocosa albonotata được Joachim Schmidt miêu tả năm 1895.